# Ли Дань (конькобежец)
Ли Дань (кит. упр. 李丹, пиньинь Li Dan, род. 12 мая 1986 года в Гирине) — китайская конькобежка, участница зимних Олимпийских игр 2014 года. 

## Биография
Ли Дань начала кататься на коньках в Гирине. В 2002 году Ли Дань дебютировала на юниорском чемпионате мира в многоборье, и заняла 17-е место в общем зачёте. В сезоне 2002/03 начала выступления на этапах Кубка мира. В 2004 и 2008 году на чемпионате Китая в спринтерском многоборье заняла 3-е место. В январе 2008 года на 11-х Национальных зимних играх в Цицикаре заняла 9-е место в многоборье. 
В сезоне 2008/9 Ли заняла 3-е место на дистанции 500 м на чемпионате Китая на отдельных дистанциях. В 2011 году на чемпионате Азии Ли поднялась на 4-е место на дистанции 500 м и 7-е на 1000 м. В феврале дебютировала на чемпионате мира в спринтерском многоборье в Херенвене и заняла там только 25-е место после дисквалификации на дистанции 1000 м.
В январе 2012 года она стала 8-й на 12-х Зимних национальных играх в спринтерском многоборье и заняла 2-е место в забеге на 500 м на чемпионате Китая. На чемпионате Азии 2013 года Ли выиграла "бронзу" на дистанции 1000 м и 500 м и стала 3-й на чемпионате Китая в спринте, а также выиграла "золото" на дистанции 500 м. В октябре 2013 года на олимпийском отборе заняла 3-е место в беге на 500 м и квалифицировалась на Олимпиаду 2014 года.
В январе 2014 года она стала 2-й на дистанции 1000 м на чемпионате Азии и на чемпионате мира в Нагано заняла 21-е место в многоборье. На зимних Олимпийских играх в Сочи 2014 года Ли заняла 34-е место на дистанции 1000 метров со временем 1:20,20 секунды. В марте выиграла серебряную медаль в забеге на 500 м на чемпионате Китая.
В январе 2016 года на 13-х Национальных зимних играх заняла 4-е место на дистанции 500 м и 11-е на 1000 м. Следующие три сезона Ли не смогла показать хороших результатов и в 2019 году завершила карьеру спортсменки.